# Bürgermeisterei Honnef
Die Bürgermeisterei Honnef war ein preußischer Verwaltungsbezirk im Siegkreis, der im Regierungsbezirk Köln der Rheinprovinz lag. Die Bürgermeisterei entstand 1862 durch die Stadterhebung von Honnef nach der Rheinischen Städteordnung und Ausgliederung aus der Bürgermeisterei Königswinter. Sie bestand bis 1927, als alle Landbürgermeistereien in der Rheinprovinz im Ämter umgewandelt wurden. Honnef war in der Folge eine amtsfreie Stadt, 1960 wurde der Name in Bad Honnef geändert.

## Gliederung
Zur Bürgermeisterei Honnef gehörte nur die Stadt Honnef mit den zugehörenden Wohnplätzen Grafenwerth, Hagerhof, Löwenburgerhof, Lohfelderfähre, Menzenberg, Rhöndorf, Servatiushof, Steinsbüscherhof und Zickelburg.
Die Bürgermeisterei hatte 2.914 ha, davon 585 Ackerland, 182 Wiesen und 1.830 ha Wald.

## Einwohner
Die Bürgermeisterei Honnef hatte zehn Wohnplätze mit 838 Wohngebäuden (einschließlich unbewohnter). Haushaltungen einschließlich Anstalten gab es damals 966. Von den 4.511 Einwohnern waren 2.117 Frauen und 2.124 Männer.

## Religion
Honnef war eigenständiges Kirchspiel für die katholische Religion mit 4.191 Gläubigen und die evangelische Religion mit 283 Gläubigen. Außerdem gab es acht Christen anderer Religionsgemeinschaften, 58 Juden und einen Gläubigen einer weiteren Religion.